# Penisola

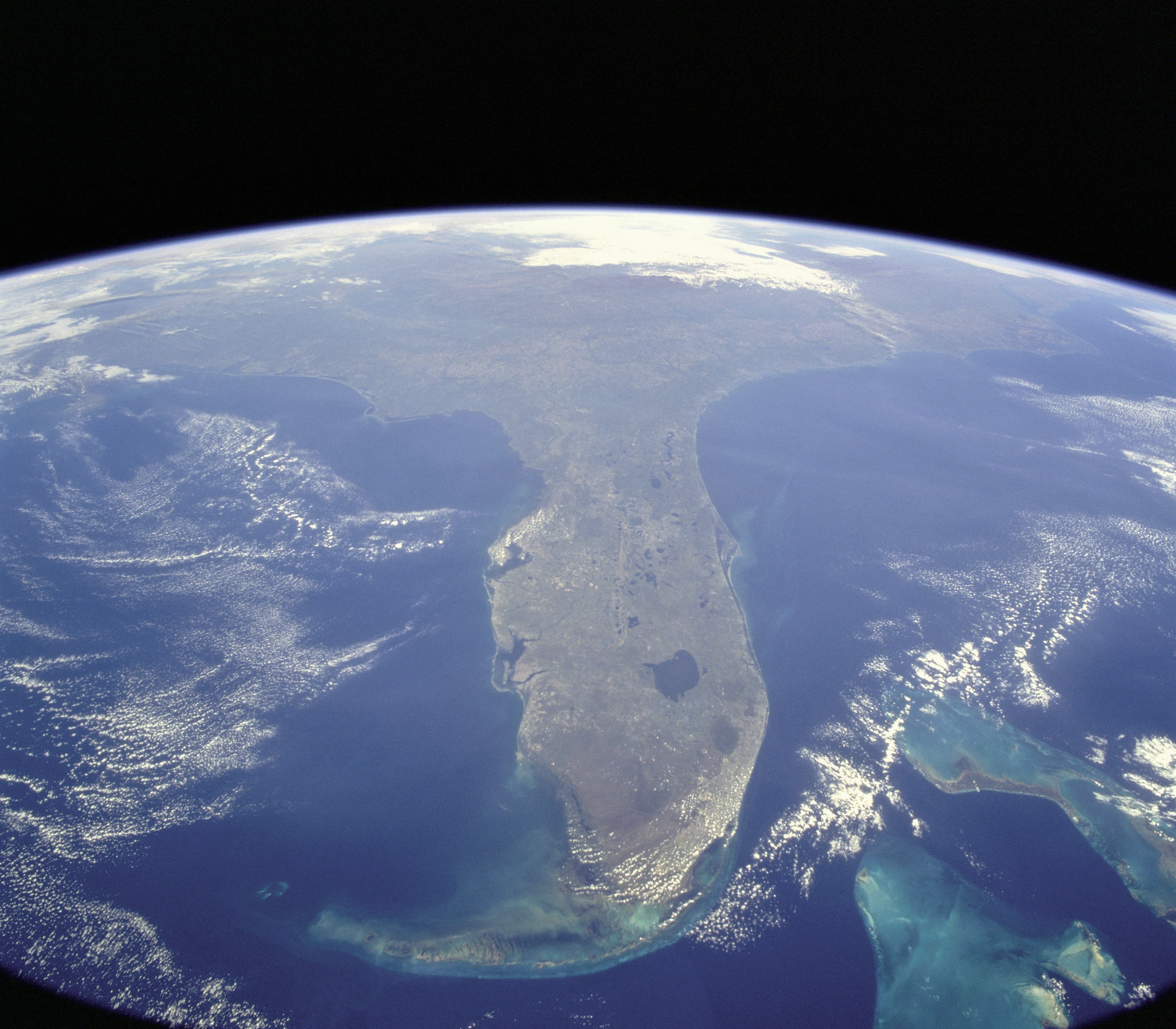
Lo stato americano della Florida (qui ripreso nel 1998 dalla missione della NASA STS-95) si trova in una penisola, una porzione di terra che sporge dal continente e che è circondata da acqua su tre lati.

Una penisola è una formazione geografica consistente in un'estesa sporgenza di terra circondata per lo più da acqua e collegata alla terraferma solo da un lato. La stretta lingua di terra che unisce la penisola al continente è detta istmo. Possono avere caratteristiche simili a quelle di una penisola i capi, le punte e i promontori. Le penisole possono essere di diverse dimensioni, dalle piccole penisole rocciose alle grandi penisole continentali come la penisola indiana o la penisola iberica. 
Le penisole sono spesso formate da movimenti della crosta terrestre o da eventi geologici, come l'erosione delle coste o la deposizione di sedimenti. Possono anche essere create artificialmente, ad esempio attraverso la costruzione di dighe o il riempimento di zone paludose. Le penisole possono avere un ruolo importante nella storia e nella cultura di una regione, poiché spesso costituiscono zone di transito e di scambio commerciale. 
Inoltre, le penisole possono essere sede di importanti insediamenti umani, come città portuali o luoghi di vacanza. Le penisole possono presentare una varietà di paesaggi, dalle spiagge sabbiose alle montagne, e possono essere ricche di biodiversità. Ad esempio, la penisola californiana è sede di una grande varietà di ecosistemi, dalle foreste alle zone desertiche.

## Elenco parziale di penisole

### Europa

#### Europa continentale
- Balcani o Penisola Balcanica (Albania, Bosnia ed Erzegovina, Bulgaria, Croazia, Grecia, Kosovo, Macedonia del Nord, Montenegro, Serbia, Turchia europea)
- Bretagna (Francia)
- Butjadingen (Germania)
- Cotentin (Francia)
- Hel (Polonia)
- Istria (Croazia, Slovenia, Italia)
- Iberica (Spagna, Portogallo, Andorra, Gibilterra)
- Penisola italiana (Italia, San Marino, Città del Vaticano)
- Jutland (Germania, Danimarca)
  - Grenen (Danimarca)
- Saint-Tropez (Francia)
- Scandinavia (Norvegia, Svezia, Finlandia)
- Walcheren, Paesi Bassi
- Zuid-Beveland, Paesi Bassi

#### Penisola Balcanica
- Calcidica (Grecia)
  - Cassandra (Grecia)
  - Monte Athos (Grecia)
  - Sitonia (Grecia)
- Peloponneso (Grecia)
  - Maina (Grecia)
- Zara (Croazia)
- Sabbioncello (Croazia)
- Gallipoli (Turchia)

#### Penisola italiana
- Calabria (Italia)
- Salento (Italia)
- Gargano (Italia)
- Penisola sorrentina (Italia)

### Penisola iberica
- Cabo Espichel (Portogallo)
- Cabo de São Vicente (Portogallo)
- Gibilterra (Regno Unito)
- Peniche (Portogallo)
- Tróia (Portogallo)

#### Penisola finno-scandinava
- Penisola scandinava
- Penisola di Kola
- Svaerholthalvoya (Norvegia)
- Penisola di Varanger (Norvegia)

#### Gran Bretagna
- Argyll (Scozia)
- Black Isle (Scozia)
- Cornovaglia (Inghilterra)
- Cowal (Scozia)
- Dunnet (Scozia)
- Faraid (Scozia)
- Gower (Galles)
- Kintyre (Scozia)
- Lleyn (Galles)
- Pembrokeshire (Galles)
- Portland (Inghilterra)
- Spurn (Inghilterra)
- Strathy Point (Scozia)
- The Lizard (Inghilterra)
- Wirral (Inghilterra)

#### Irlanda
- Ards (Irlanda del Nord)
- Beara (Repubblica d'Irlanda)
- Cooley (Repubblica d'Irlanda)
- Dingle (Repubblica d'Irlanda)
- Penisola di Fanad (Repubblica d'Irlanda)
- Horn Head (Repubblica d'Irlanda)
- Penisola di Hook (Repubblica d'Irlanda)
- Penisola di Howth (Repubblica d'Irlanda)
- Inishowen (Repubblica d'Irlanda)
- Iveragh (Repubblica d'Irlanda)
- Lecale (Irlanda del Nord)
- Magee (Irlanda del Nord)
- Malin (Repubblica d'Irlanda)
- Mizen Head (Repubblica d'Irlanda)
- Mullet peninsula (Repubblica d'Irlanda)
- Rosguill (Repubblica d'Irlanda)
- Sheeps Head (Repubblica d'Irlanda)

#### Europa orientale
- Penisola di Jugor (Russia)
- Agrachan (Russia)
- Apsheron (Azerbaigian)
- Crimea (Ucraina)
- Kerc (Ucraina)
- Kanin (Russia)
- Kola (Russia)
- Onega (Russia)

### Isole Madeira
- Ponta de São Lourenço (Portogallo)

### Asia

#### Russia asiatica
- Ciukci (Russia)
- Gyda (Russia)
- Kamčatka (Russia)
- Jamal (Russia)
- Taymyr (Russia)

#### Medio Oriente
- Al-Faw (Iraq)
- Gwadar (Pakistan)
- Kapidagi Yarimadasi (Turchia)
- Penisola Musandam (Oman)
- Qatar (Qatar)
- Sinai (Egitto)
- Anatolia (Turchia)

#### India
- Kathiawar (India)
- Mumbai (India)

#### Asia Orientale
- Corea (Corea del Nord, Corea del Sud)
- Kowloon (Cina)
- Leizhou (Cina)
- Liaodong (Cina)
- Malacca (Birmania, Tailandia, Malaysia)
- Shandong (Cina)

#### Giappone
- Boso-hanto (Giappone)
- Inubo-zaki (Giappone)
- Izu-hanto (Giappone)
- Kii-hanto (Giappone)
- Nishi-sonogi-hanto (Giappone)
- Noto-hanto (Giappone)
- Oga-hanto (Giappone)
- Oshika-hanto (Giappone)
- Shiriya-zaki (Giappone)

#### Filippine
- Bataan (Filippine)
- Bondoc (Filippine)
- San Ildefonso (Filippine)
- Zamboanga (Filippine)

#### Indonesia
- Blambangan (Indonesia)
- Minahassa (Indonesia)

### Africa
- Bakassi (Camerun, conteso con la Nigeria)
- Penisola di Buri (Eritrea)
- Capo Blanco (Mauritania, Sahara Occidentale)
- Cap-Vert (Senegal)
- Capo di Buona Speranza (Sudafrica)
- Ceuta (Spagna)
- Punta Durnford (Sahara Occidentale)
- Raas Xaafuun, (Somalia)

### America

#### Canada
- Adelaide (Nunavut)
- Penisola di Avalon (Terranova, Terranova e Labrador)
- Banks (Nunavut)
- Barrow (Isola di Baffin, Nunavut)
- Becher (Isola di Baffin, Nunavut)
- Beekman (Isola di Baffin, Nunavut)
- Bell (Isola di Baffin, Nunavut)
- Bell (Isola di Southampton, Nunavut)
- Blunt (Isola di Baffin, Nunavut)
- Bonavista (Terranova, Terranova e Labrador)
- Boothia (Nunavut)
- Borden (Isola di Baffin, Nunavut)
- Brodeur (Isola di Baffin, Nunavut)
- Penisola di Bruce (Ontario)
- Burin (Terranova, Terranova e Labrador)
- Colin Archer (Isola Devon, Isole della Regina Elisabetta, Nunavut)
- Collinson (Isola Victoria, Nunavut)
- Cumberland (Isola di Baffin, Nunavut)
- Diamond Jennes (Isola Victoria, Territori del Nord-Ovest)
- Douglas (Territori del Nord-Ovest)
- Dunlas (Isola di Melville, Territori del Nord-Ovest/Nunavut)
- Penisola di Foxe (Isola di Baffin, Nunavut)
- Hall (Isola di Baffin, Nunavut)
- Henry Kater (Isola di Baffin, Nunavut)
- Kent (Nunavut)
- La Gaspésie (Quebec)
- Labrador (la maggior parte del territorio del Quebec e la parte continentale della provincia di Terranova e Labrador
- Leith (Territori del Nord-Ovest)
- Long Point (Ontario)
- Penisola di Melville (Nunavut)
- Meta Incognita (Isola di Baffin, Nunavut)
- Natkusiak (Isola Victoria, Territori del Nord-Ovest/Nunavut)
- North (Ontario)
- Pangertot (Nunavut)
- Parry (Territori del Nord-Ovest)
- Pethel (Territori del Nord-Ovest)
- Point Pelee (Ontario)
- Port au Port (Terranova, Terranova e Labrador)
- Prince Albert (Isola Victoria, Territori del Nord-Ovest)
- Prince Edward (Ontario)
- Simpson (Nunavut)
- Siorarsuk (Isola di Baffin, Nunavut)
- Steensby (Isola di Baffin, Nunavut)
- Storkerson (Isola Victoria, Territori del Nord-Ovest/Nunavut)
- Ungava (Quebec)
- Wollaston (Isola Victoria, Territori del Nord-Ovest/Nunavut)

#### Stati Uniti
- Alaska (Alaska)
- Cape Cod (Massachusetts)
- Cleveland (Alaska)
- Delmarva (Delaware, Maryland, Virginia)
- Door (Wisconsin)
- Florida (Florida)
- Keweenaw (Michigan)
- Leelanau (Michigan)
- Lower (Michigan)
- Mokapu (Hawaii)
- Northern Neck (Virginia)
- Middle (Virginia)
- Old Mission (Michigan)
- Olympic (Washington)
- Pinellas (Florida)
- San Francisco (California)
- Sandy Hook (New Jersey)
- Penisola di Seward (Alaska)
- Upper Peninsula (Michigan)
- Virginia Peninsula (Virginia)

#### Messico
- Bassa California (Bassa California, Bassa California del Sud)
- Yucatán (Yucatán, Quintana Roo, Campeche)

#### America Centrale
- Azuero (Panama)

#### Caraibi
- Barrio Obrero (Porto Rico)

#### Sud America
- Santa Elena (Ecuador)
- Paraguana (Venezuela)
- Araya (Venezuela)
- Penisola di Brunswick (Cile)
- La Guajira (Colombia)
- Penisola di Paria (Venezuela)
- Taitao (Cile)
- Verde (Argentina)
- Valdés (Argentina)

### Oceania

#### Australia
- Beecroft (Nuovo Galles del Sud)
- Capo York (Queensland)
- Cobourg (Territorio del Nord)
- Fleurieu (Australia Meridionale)
- Freycinet (Tasmania)
- Territorio della Baia di Jervis
- Mornington (Victoria)
- Tasman (Tasmania)
- Wilson's Promontory (Victoria)
- Yorke (Australia Meridionale)
- Younghusband (Australia Meridionale)

#### Nuova Zelanda
- Banks (Isola del Sud)
- Capo Campbell (Isola del Sud)
- Capo Foulwind (Isola del Sud)
- Capo Kidnappers (Isola del Nord)
- Capo Turnagain (Isola del Nord)
- Coromandel (Isola del Nord)
- Farewell spit (Isola del Sud)
- Kaikoura (Isola del Sud)
- Karikari (Isola del Nord)
- Maina (Isola del Nord)
- Otago (Isola del Sud)

#### Papua Nuova Guinea
- Gazelle
- Huon

### Antartide
- Penisola Antartica
- Terra di re Edward VII
- Penisola Varna